# Sergej Kostinskij
Sergej Konstantinovitj Kostinskij (ryska: Сергей Константинович Костинский), född 12 augusti (gamla stilen: 31 juli) 1867 i Moskva, död 22 augusti 1936 i Pulkovo, var en rysk och sovjetisk astronom.
Kostinskij blev år 1890 astronom vid Pulkovo-observatoriet och sedermera chef för dess astrofotografiska avdelning. Han utförde viktiga och värdefulla arbeten inom den praktiska astronomin, framför allt astrofotografiska arbeten samt undersökningar över polhöjdsvariationerna. Bland de förra märks särskilt Untersuchungen auf dem Gebiete der Sternparallaxen mit Hilfe der Photographie (1905), där han med framgång i stor omfattning tillämpade Jacobus Kapteyns astrofotografiska metod för bestämningen av fixstjärnornas avstånd.